# Кужмарское сельское поселение
Кужмарское сельское поселение — муниципальное образование (сельское поселение) в составе Звениговского района Марий Эл Российской Федерации.
Административный центр поселения — село Кужмара.

## История
Статус и границы сельского поселения установлены Законом Республики Марий Эл от 18 июня 2004 года № 15-З «О статусе, границах и составе муниципальных районов, городских округов в Республике Марий Эл».

## Население
| 2010  | 2011  | 2012  | 2013  | 2014  | 2015  | 2016  |
| ----- | ----- | ----- | ----- | ----- | ----- | ----- |
| 4133  | ↘4120 | ↘3996 | ↘3906 | ↘3854 | ↘3833 | ↘3825 |
| 2017  | 2018  | 2019  | 2020  | 2021  | 2023  |       |
| ↘3785 | ↘3763 | ↘3734 | ↘3686 | ↘3514 | ↘3483 |       |

## Состав поселения
В состав сельского поселения входят 19 населённых пунктов:
| №  | Населённый пункт       | Тип населённого пункта       | Население |
| -- | ---------------------- | ---------------------------- | --------- |
| 1  | Большие Вележи         | деревня                      | ↗136      |
| 2  | Большой Кожвож         | деревня                      | →160      |
| 3  | Верхние Памъялы        | деревня                      | ↗149      |
| 4  | Дружба                 | деревня                      | ↘13       |
| 5  | Изоткино               | деревня                      | →0        |
| 6  | Кужмара                | село, административный центр | ↗1311     |
| 7  | Малая Кужмара          | деревня                      | ↘161      |
| 8  | Малый Кожвож           | деревня                      | ↗73       |
| 9  | Мельничные Памъялы     | деревня                      | ↘286      |
| 10 | Митюково               | деревня                      | ↗16       |
| 11 | Морканаш               | деревня                      | ↘50       |
| 12 | Нижние Памъялы         | деревня                      | ↘312      |
| 13 | Нуктуж                 | деревня                      | ↗599      |
| 14 | Нуктужское лесничество | посёлок                      | ↘6        |
| 15 | Нурдамучаш             | деревня                      | ↘101      |
| 16 | Нурумбал               | деревня                      | ↘165      |
| 17 | Поянсола               | деревня                      | ↘471      |
| 18 | Речная                 | деревня                      | ↗66       |
| 19 | Трояры                 | деревня                      | ↘58       |